# Иосиф
Ио́сиф — русская форма личного библейского имени в полной форме — Йехо́сеф (др.-евр. יהוסף‬ — букв. «Яхве добавил», Пс. 80:6), краткой — Йо́сеф (יוֹסֵף‬, Быт. 30:24). Помимо этой формы на восточнославянской территории бытовали народные формы, адаптированные к восточнославянской фонетике: Осип, Есиф, Ёзеф, Есип.

## Именины
- Православные (даты даны по григорианскому календарю)[6]: 18 января, 24 января, 27 января, 4 февраля, 5 февраля, 8 февраля, 17 февраля, 7 марта, 15 марта, 13 апреля, 17 апреля, 20 мая, 22 мая, 24 мая, 2 июня, 30 июня, 6 июля, 11 июля, 13 августа, 21 августа, 10 сентября, 22 сентября, 29 сентября, 4 октября, 20 октября, 24 октября, 30 октября, 31 октября, 12 ноября, 16 ноября, 22 ноября, 3 декабря.
- Католические (дата дана по григорианскому календарю): 19 марта[источник не указан 892 дня].

## Фамилии, образованные от имени
- От имени Иосиф образована русская фамилия Иосифов.
- От формы Осип образована русская фамилия Осипов.